# Zwangstrennung
Die Zwangstrennung ist die Trennung eines Internetzugangs von Seiten des Internetdienstanbieters (Providers). Sie erfolgt meist bei ausbleibender Nutzung einer bestehenden Verbindung (kein Datenverkehr über einen festgelegten Zeitraum) oder zu einem festgelegten Zeitpunkt.

## Gründe
Eine Zwangstrennung kann aus mehreren Gründen erfolgen. Zum einen verfügt der Internetanbieter über ein nur begrenztes Kontingent an IP-Adressen und ist daher interessiert, dass keine Adressen für nicht verwendete Verbindungen ungenutzt bleiben.
Mit der Zwangstrennung wird der Betrieb eines privaten Servers erschwert, indem bei Wiedereinwahl eine neue IP-Adresse zugewiesen wird. Dieser Server ist somit ohne Kenntnis der neuen IP-Adresse nicht mehr auffindbar. Dienste wie dynamisches DNS können dem Anschluss zumindest einen statischen Namen zuweisen, das Problem der abreißenden Verbindungen und temporären Unerreichbarkeit bleibt jedoch bestehen.
Weiterhin kann die Zwangstrennung unter Umständen für das Billing der Internetanbieter notwendig sein. Wird ein Tarif nach Datenmenge abgerechnet, so wird von vielen Systemen der Umfang des Datenverkehrs zwischen dem Beginn der Verbindung und dem Ende ermittelt. Moderne Billing-Systeme hingegen benötigen keine Zwangstrennung, um den Datenverkehr zu erfassen. Zudem sind mengenbasierte Tarife im Festnetz-Bereich heute kaum noch anzutreffen.
Die Neuvergabe der IP-Adresse oder des IP-Präfixes (IPv4 wie IPv6) bietet dem Privatanwender einen beschränkten Schutz der Privatsphäre und – solange gegen ihn keine behördlichen Ermittlungen laufen – auch eine gewisse Anonymität. Bei IPv6 gibt es darüber hinaus die im RFC 4941 definierten „Privacy Extensions“. Alle populären Systeme setzen diese Erweiterungen standardmäßig um.

## Konsequenzen für den Nutzer
Die Zwangsunterbrechung kann zu unbestimmten Zeiten erfolgen. Somit kann es zu zunächst unerklärlichen Verbindungsabbrüchen kommen. Zwangsunterbrechungen führen zu Beeinträchtigungen bei Videokonferenzen. Bei offenen und lokal bearbeiteten Dateiverbindungen führt die Zwangstrennung zum Datenverlust. Insbesondere bei beruflichen Tätigkeiten außerhalb des Firmenstandortes sind hiermit auch negative wirtschaftliche Folgen verbunden.

## Situation in Deutschland
Diese Maßnahme wird in Deutschland von nahezu allen DSL-Anbietern im SOHO-Bereich nur noch bei Analog- und ISDN-Anschlüssen angewandt. Dort erfolgt die Trennung meist alle 24 Stunden. Bei modernen Datenanschlüssen – auch „All-IP-Anschlüsse“ genannt – verzichten viele Provider in der Regel darauf, da hiervon auch die Telefoniedienste des Anschlusses betroffen wären.
Ebenso gibt es bei Breitbandanschlüssen über das TV-Kabelnetz keine Zwangstrennung, da hierbei meist statische IP-Adressen vergeben werden und durch eine Trennung kein Vorteil für den Provider entsteht.
Es ist nicht möglich, die Zwangstrennung zu verhindern, jedoch können Router und Softwarelösungen automatisiert die Trennung erkennen und sich sofort wieder einwählen. Um diese Problematik in einen Zeitraum der Nichtnutzung zu verschieben, beenden viele Modems mitten in der Nacht die Verbindung und starten diese neu.
(Neue Adresszuweisungen können, je nach eingesetzter Technologie zum Providernetz, allerdings auch ohne Zwangstrennung erfolgen, z. B. wenn DHCP oder IPv6 RA/SLAAC zum Einsatz kommt.)